# 天鹅镇
天鹅镇，是中华人民共和国湖北省孝感市应城市下辖的一个乡镇级行政单位。

## 行政区划
天鹅镇下辖以下地区：
北咀村、阁老村、新沟村、石陈村、鸭湖村、田万村、挂口村、江河村、群力村、古台村、沈铺村、曹山村、花堰村、田咀村、新集村、应奎村、代庙村、张卢村、西湖村、周杨村、孙吴村、马咀村和红屋村。